# Антоніо Мартіно
Антоніо Мартіно (італ. Antonio Martino; 22 грудня 1942, Мессіна — 5 березня 2022, Рим) — італійський політик.

## Життєпис
Вивчав юриспруденцію в Університеті Мессіни (1964), після чого почав дослідницьку кар'єру. Він опублікував, зокрема, одинадцять книг, присвячених ліберальним думкам і виборчім системам.
Будучи сином політичного діяча Гаетано Мартіно, приєднався до Італійської ліберальної партії. У 1980-х безуспішно намагався стати її національним секретарем.
У 1994 році він був одним із засновників партії «Вперед, Італія», у тому ж році вперше став членом Палати депутатів. У 1994–1995 він працював міністром закордонних справ в уряді Сільвіо Берлусконі, з 2001 по 2006 обіймав посаду міністра оборони.